# Yasushi Akimoto
Yasushi Akimoto 秋元 康 (Akimoto Yasushi?) (Tokyo, 2 maggio 1956) è un produttore discografico, autore televisivo e paroliere giapponese, vice presidente della Kyoto University of Art and Design..
Ha creato alcuni dei più celebri gruppi di idol giapponesi come l'Onyanko Club e le AKB48. Dal 1988 è sposato con la ex-idol Mamiko Takai.
Akimoto inizia la propria carriera nello spettacolo durante le scuole superiori come autore televisivo per programmi come Utaban.
Nel 1981 debutta come paroliere per il gruppo musicale The Alfee, a cui seguono collaborazioni con altri artisti come Kinki Kids, Tunnels, Onyanko Club, AKB48, SKE48 e SDN48. Ha inoltre scritto il brano Kawa no Nagare no Yō ni, ultimo di Hibari Misora e Umi Yuki, singolo di debutto di Jero.